# De rebus Hispaniae
De rebus Hispaniae ou Historia gótica est une histoire de la péninsule Ibérique écrite en latin par l'archevêque de Tolède Rodrigo Jiménez de Rada dans la première moitié du XIIIe siècle à la demande du roi Ferdinand III le Saint.
De rebus Hispaniae se compose de neuf livres, qui recueillent les chroniques de la Péninsule depuis les premiers peuples jusqu'en 1243. Jiménez de Rada emploie pour la première fois dans l'historiographie hispanique des sources d'Al-Andalus et donne une vision d'ensemble sur tous les territoires péninsulaires, tant les royaumes d'Aragon, Navarre et Portugal que ceux de Castille, León et le royaume antérieur des Asturies. Il consacre une grande part à l'époque du royaume wisigoth; le titre du chapitre, historia gothica, est devenu le titre de l'ouvrage. Les autres sections traitent des divers peuples de la péninsule : Romains, Ostrogoths, Huns, Vandales, Suèves, Alains, Arabes, etc.
Cette œuvre a connu une grande diffusion et a été traduite dans les différentes langues romanes. Durant des siècles, elle a été une source cruciale pour l'étude de l'histoire de l'Espagne.